# Ebroin

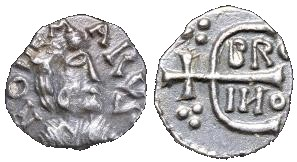
Denar z imieniem i wizerunkiem Ebroina

Ebroin (zm. 680) – majordom Neustrii w latach 659–673 i 675–680.
Po śmierci Erchinoalda ok. 659 został wybrany majordomem Neustrii. Uczestniczył w spisku, który doprowadził do odsunięcia od władzy i zamknięcia w klasztorze królowej Batyldy. Po śmierci Chlotara III w 673 doprowadził do osadzenia na tronie Neustrii Teuderyka III. Możnowładcy neustryjscy, niezadowoleni z jednoosobowej decyzji Ebroina i jego okrutnej polityki, zawiązali spisek, który doprowadził do detronizacji Teuderyka, przejęcia tronu przez króla Austrazji Childeryka II i zesłania majordoma do klasztoru Luxeuil. Jednak polityka Childeryka, m.in.: zesłanie biskupa Leodegariusza do Luxeuil, doprowadziła do buntu możnych i zamordowania Childeryka wraz z jego żoną Bilichildą w 675. Teuderyk III najprawdopodobniej powrócił na tron, a do Neustrii powrócili wygnani Ebroin i Leodegariusz. Początkowo to biskup i jego poplecznicy przejęli władzę. Później jednak to Ebroin uzyskał przewagę i doprowadził do okaleczenia i zabicia Leodegariusza w 678 lub 679. Wkrótce wojnę z Ebroinowi wydał majordom Austrazji, Pepin z Heristalu. Ebroinowi udało się pokonać Pepina w bitwie pod Lucafao, lecz ok. 680 został zamordowany przez możnego Ermentreda. Jego następcą został Waratton, który zawarł pokój z Pepinem.
Wraz ze śmiercią Ebroina zakończył się okres dominacji Neustrii w państwie Franków.